# Ton Heijligers
Ton Heijligers (Asten, 1979) is een Nederlandse theatermaker en acteur.
Heijligers studeerde in 2003 af aan de Mime-opleiding te Amsterdam. In 2004 maakte hij voor theaterhuis Hetveem zijn eerste productie Masterclass en in 2005 zijn tweede: Homo's in Helmond. In mei 2006 presenteerde hij de onderzoekspresentatie KOW (Kan Opera Worden), waarin hij de magie van opera onderzocht; dit mondde uit in de muziektheatervoorstelling Adam & Eva, zo zijn wij geschapen in november 2006. Voor het BRONKSfestival in Brussel maakte hij met kinderen in 2005 Moppen op Muziek, in samenwerking met Alexandra Mogadam, Amos Tindemans, Soraya Soels en Wibald Janssens.
In 2007 gebeurde de productie Opera voor moslims en christenen.
Als speler was hij in 2005 actief in de Hetveem-productie Lieve Dikke Kont van Ine te Rietstap; hij werkte al eerder met haar in Toegift in 2002. Daarnaast speelde hij in voorstellingen van Karina Holla (De Jas), Jan Taks & Ariela Legman (Na de Brand, Hetveem-productie 2004), Levend Wild (Nieuwbouw) en Kassys (Kommer en Actors' Cut).